# نهر ألاباما
نهر ألاباما (بالإنجليزية: Alabama River)، هو نهر رئيسي يقع في ولاية ألاباما الأمريكية، يتكون من نهري تالابوزا وكوسا، اللذان يتحدان حوالي 6 ميل (10 كـم) شمال مونتغمري، بالقرب من بلدة ويتومبكا.
يتدفق النهر غربًا إلى مدينة سلما، ثم يشق طريقه بإتجاه الجنوب الغربي حتى حوالي 45 ميل (72 كـم) من مدينة موبيل، ليتحد مع نهر تومبيجبي، ويشكل نهري موبيل و تنسو، واللذان يصبان في بحيرة موبيل.

## وصف
مسار نهر ألاباما متعرج للغاية. يتراوح عرضه من 50 إلى 200 يارد (46 إلى 183 م)، مع عمق يبلغ من 3 إلى 40 قدم (1 إلى 12 م). يبلغ طوله كما تم قياسه بواسطة هيئة المسح الجيولوجي الأمريكية 318.5 ميل (512.6 كـم)، وبقياس القارب البخاري، 420 ميل (680 كـم).
يعتبر النهر أغنى المناطق الزراعية في الولاية. وتربط سكك حديدية المناطق الزراعية بالمناطق المعدنية في شمال وسط ألاباما.
بعد نهري كوسا وتالابوزا، كان الرافد الرئيسي لألباما هو نهر كاهابا، الذي يبلغ طوله حوالي 194 ميل (312 كـم)، والذي ينضم إلى نهر ألاباما بحوالي 10 ميل (16 كـم) أسفل مدينة سلما. يعبر نهر كوسا الرافد الرئيسي لنهر ألاباما هو صالح للملاحة بالقوارب الخفيفة إنطلاقا من مدينة روما، إلى حوالي 117 ميل (188 كـم). فوق ويتومبكا ومن مدينة ويتومبكا إلى تقاطعه مع نهر تالابوزا. تم تحسين قناة النهر بشكل كبير من قبل الحكومة الفيدرالية.
أما عن نهر تالابوزا فقد تم منع الملاحة فيه إنطلاقا من مصدره في مقاطعة بولدينغ، وعلى طول حوالي 265 ميل (426 كـم)، ولذلك أغلب مياهه عبارة عن مياه ضحلة. غير أنه يمكن الملاحة على طول 60 قدم (18 م) قرب مدينة تالاسي، على بعد أميال قليلة شمال تقاطعها مع كوسا. لكن بشكل عام فإن أغلب مناطق نهر ألاباما صالحة للملاحة على مدار العام.
لعب النهر دورًا مهمًا في نمو الاقتصاد في المنطقة خلال القرن التاسع عشر كمصدر لنقل البضائع، بما في ذلك نقل العبيد. ولا يزال النهر يستخدم لنقل المنتجات الزراعية؛ ومع ذلك فهيو ليس بذات الأهمية التي كان عليها في السابق بسبب إنشاء الطرق والسكك الحديدية.
تم توثيق النهر من قبل الأوروبيين لأول مرة في عام 1701، كانت أنهار ألاباما كوسا وتالابوزا مناطق مركزية إستوطنت بها قبائل شعب مسكوكي قبل إبعادهم من قبل قوات الولايات المتحدة إلى الإقليم الهندي في ثلاثينيات القرن التاسع عشر.

## حواجز وسدود
يحتوي نهر ألاباما على ثلاثة سدود بين مونتغمري ونهر موبايل. يقع روبرت إف هنري لوك آند دام في ريفر مايل 236.2، ويقع ميلرز فيري لوك آند دام في ريفر مايل 133.0، ويقع كلايبورن لوك آند دام في ريفر مايل 72.5.

## معرض الصور

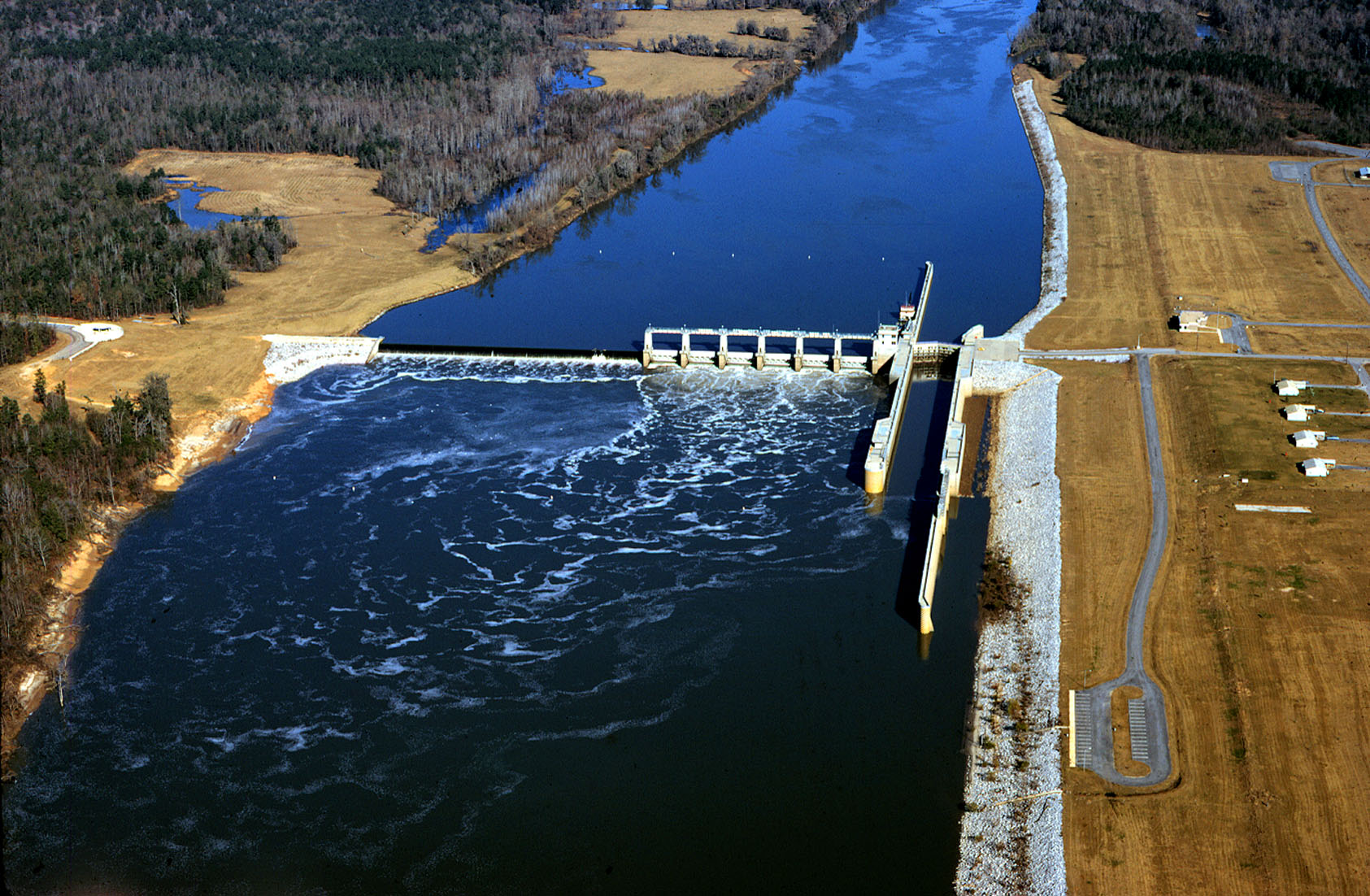
حاجز وسد كليبورن على نهر ألاباما، على بعد حوالي 5 أميال (8 كم) من كلايبورن، مقاطعة مونرو
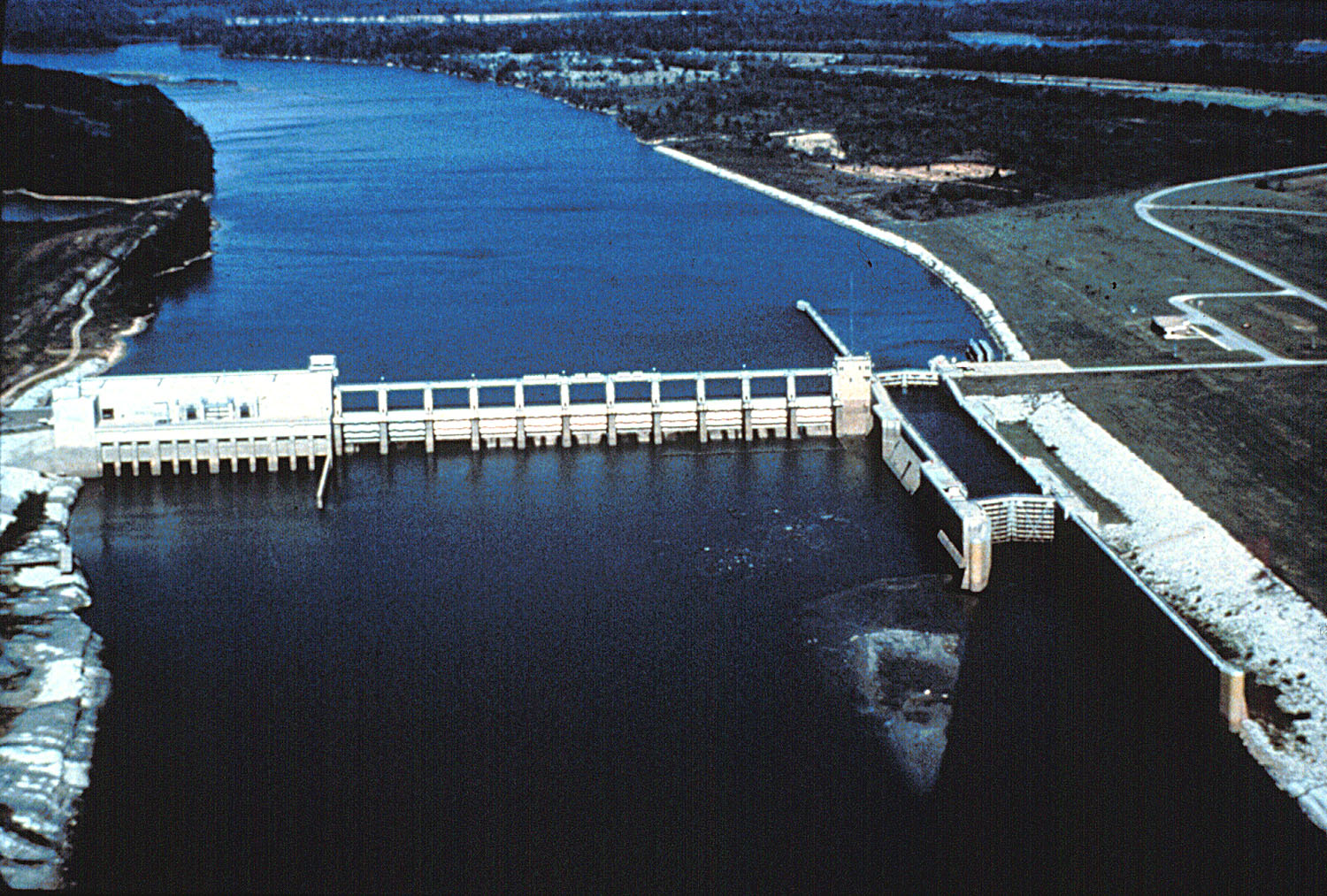
سد روبرت على نهر ألاباما ، حوالي 15 ميل (24 كـم) شرق مدينة سلما
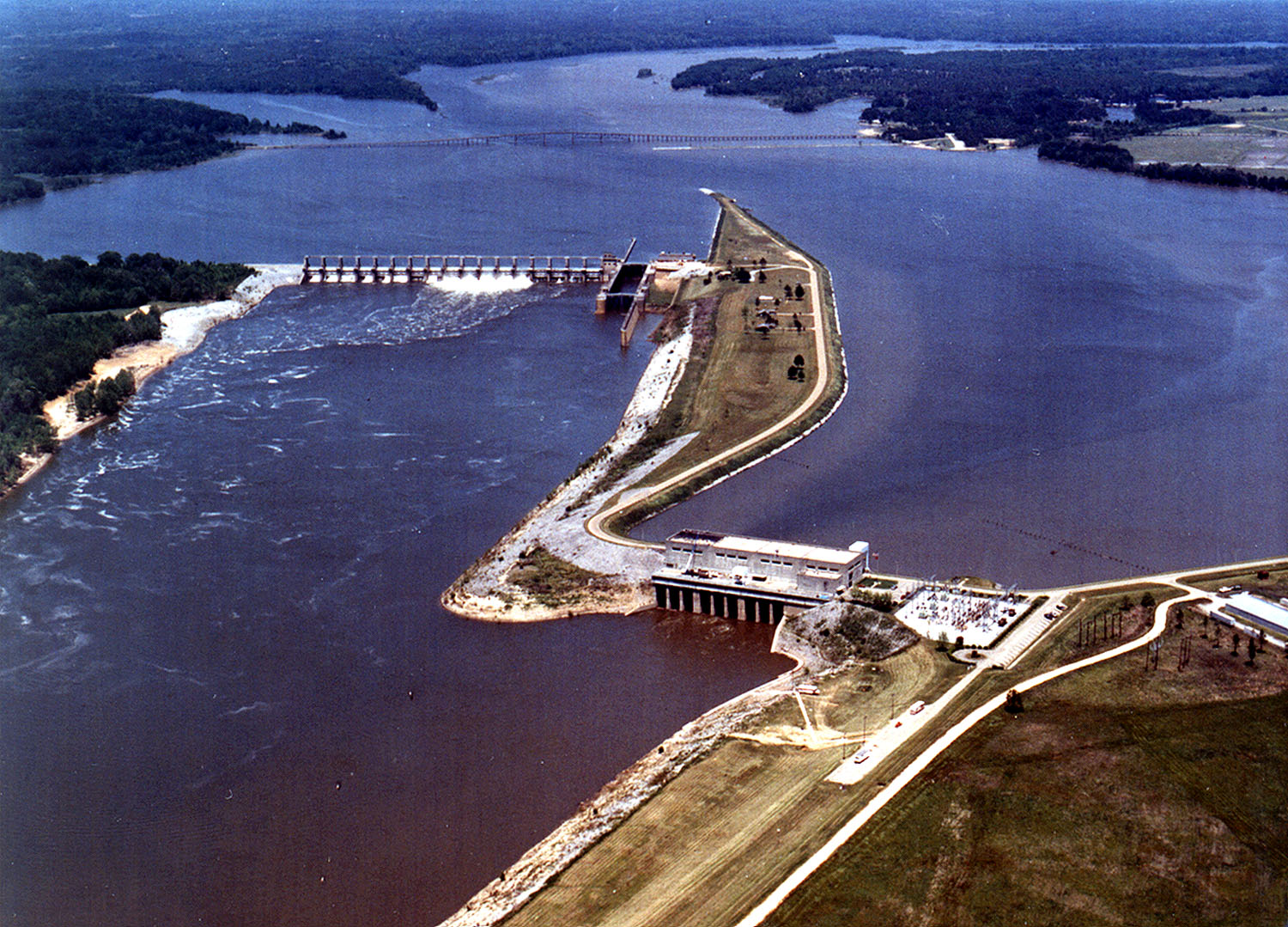
سد ميلرز فيري على نهر ألاباما في مقاطعة ويلكوكس، حوالي 9.5 ميل (15.3 كـم) شمال غرب كامدن
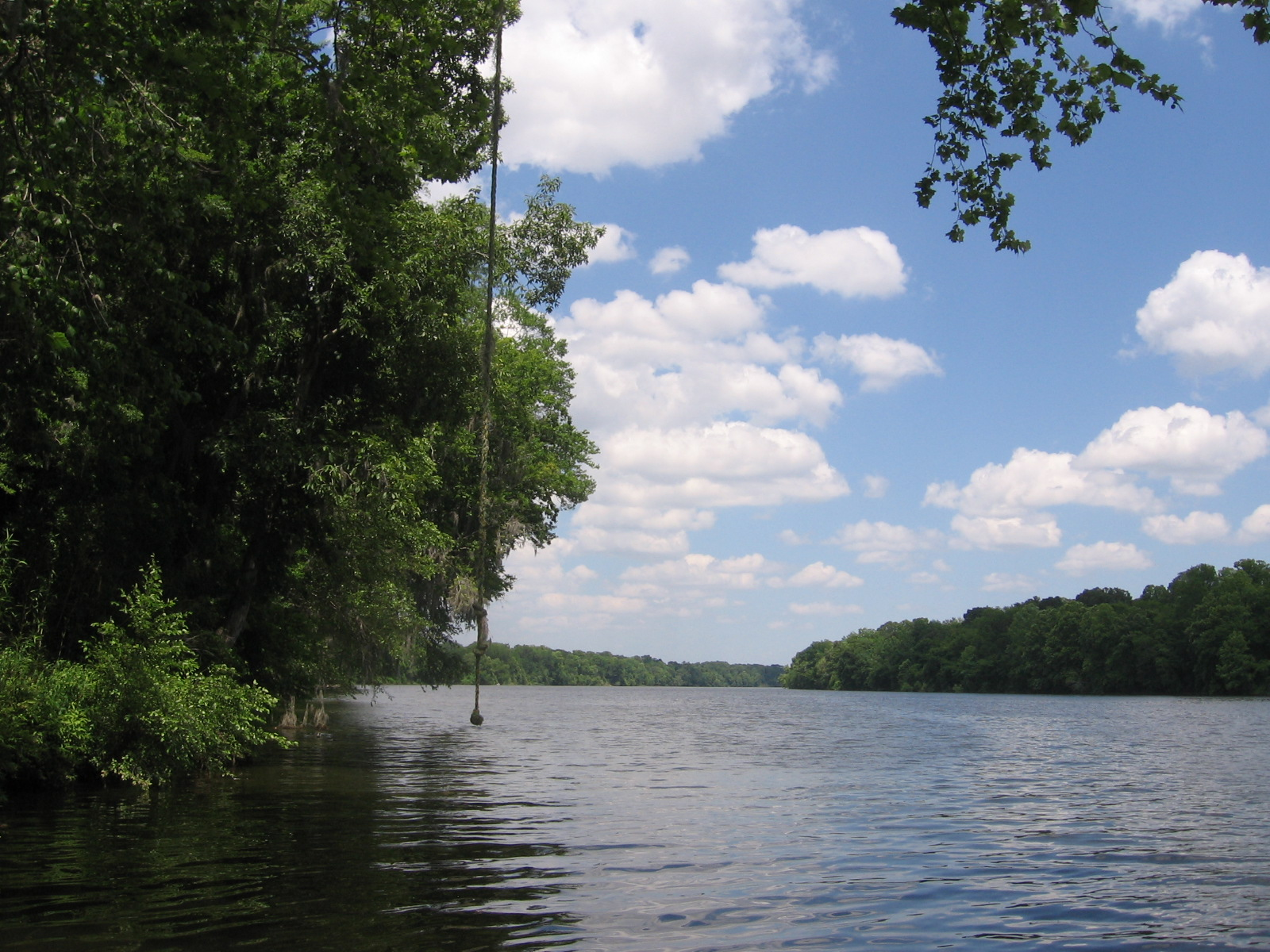
نهر ألاباما في مقاطعة دالاس يتجه نحو المنبع نحو مدينة سلما.
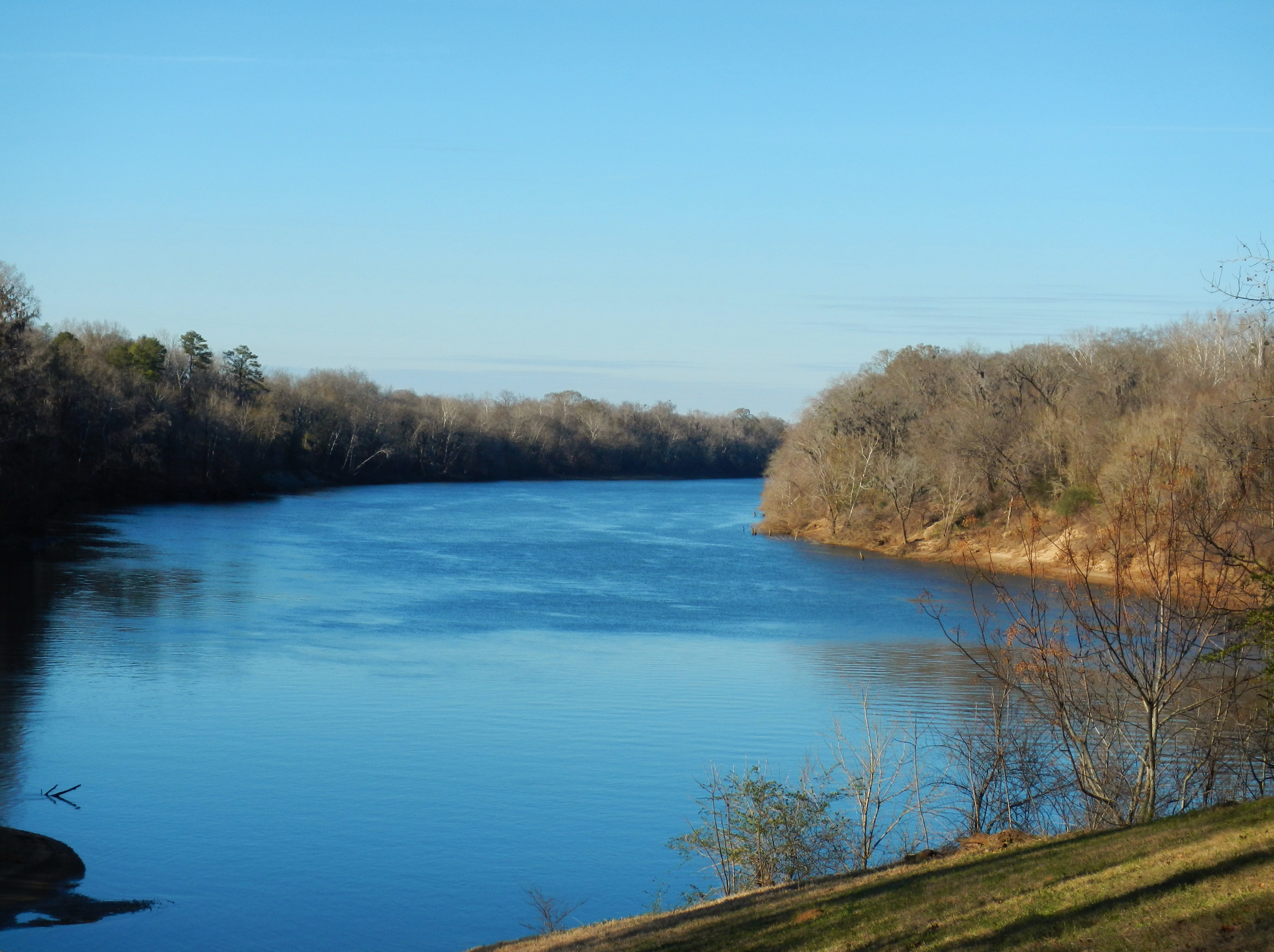
نهر ألاباما في مقاطعة لونديس كما يُرى من بينتون بارك في بنتون، ألاباما.
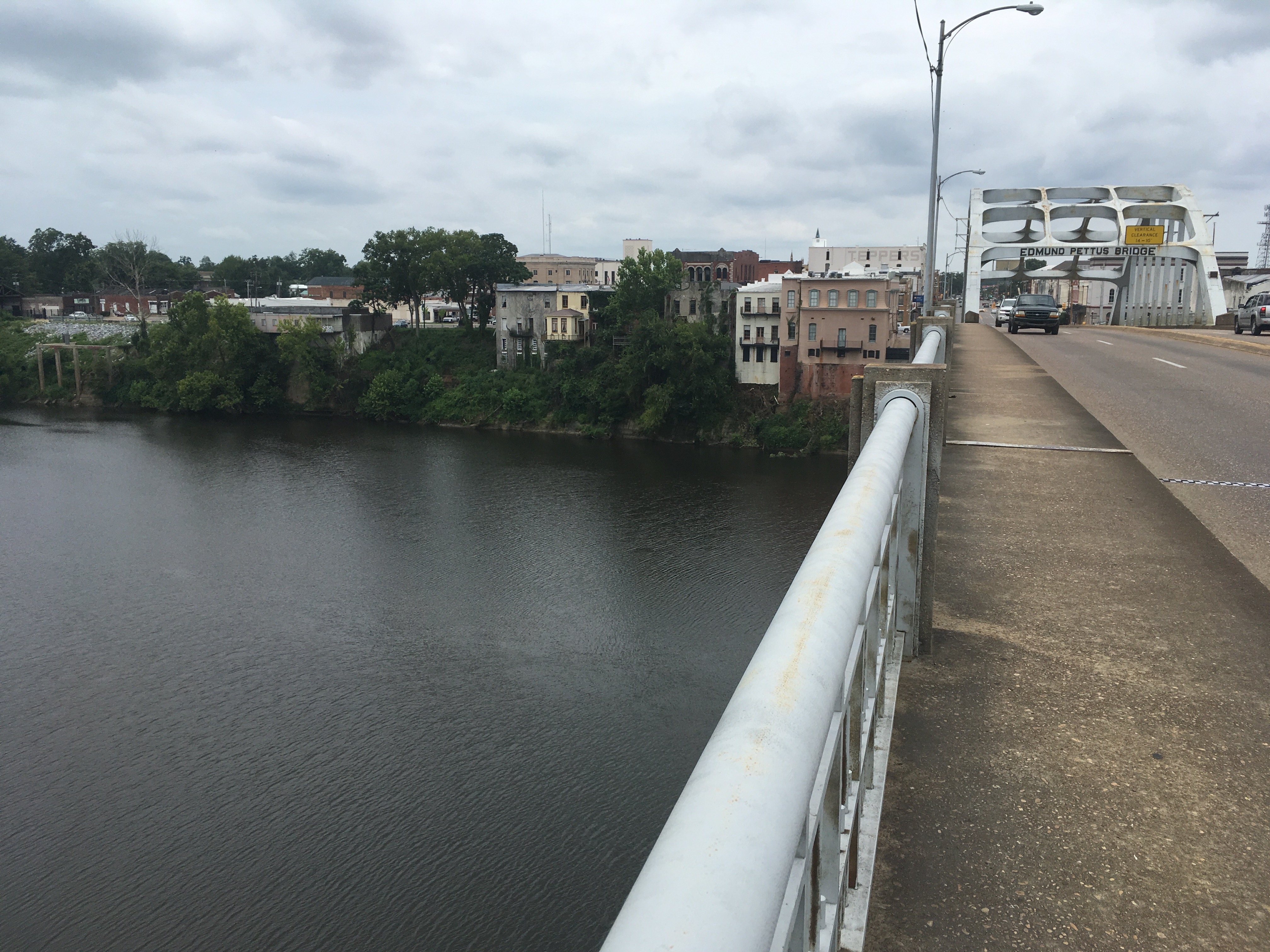
جسر إدموند بيتوس في سيلما المطل على نهر ألاباما.
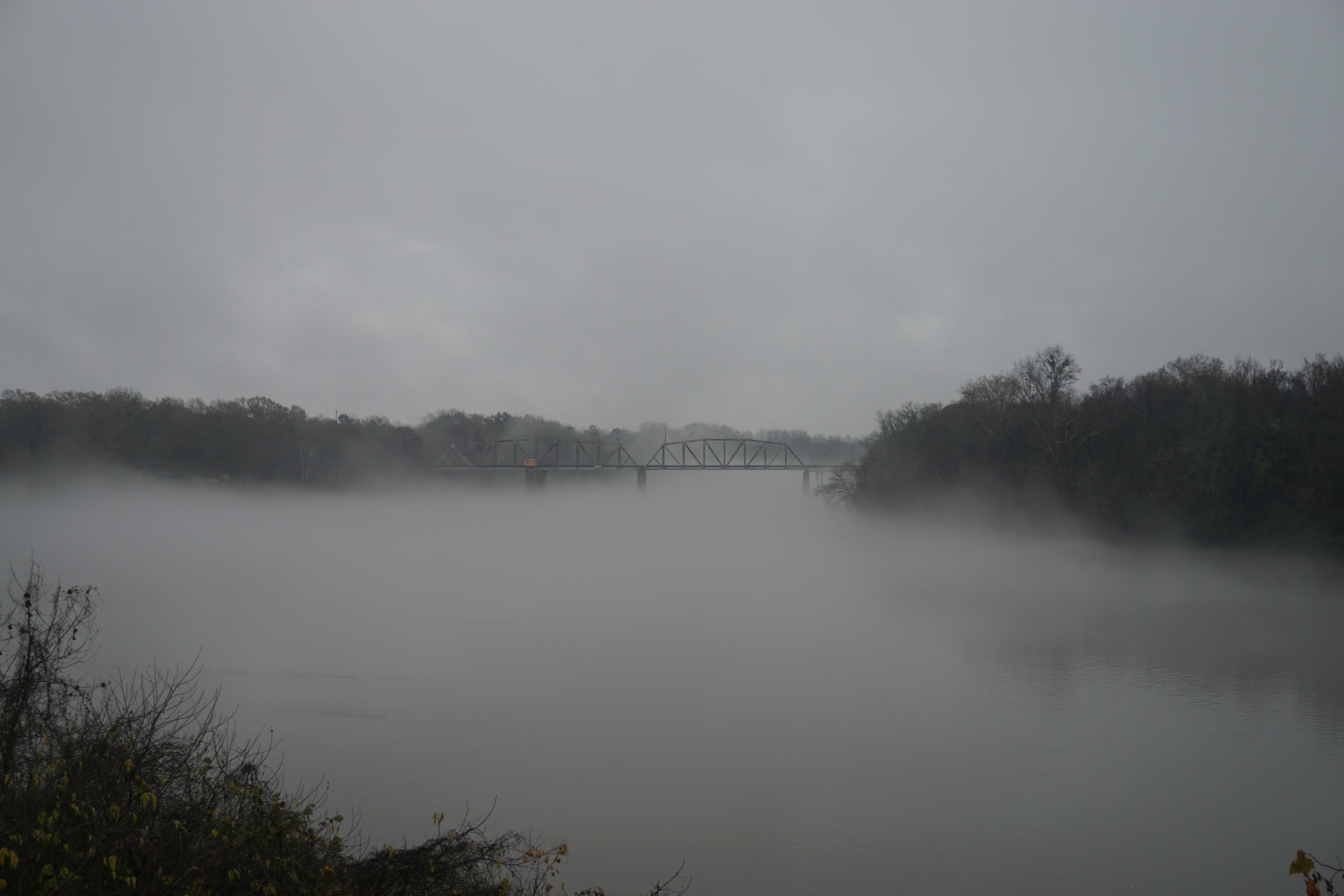
نهر ألاباما من مدينة سلما
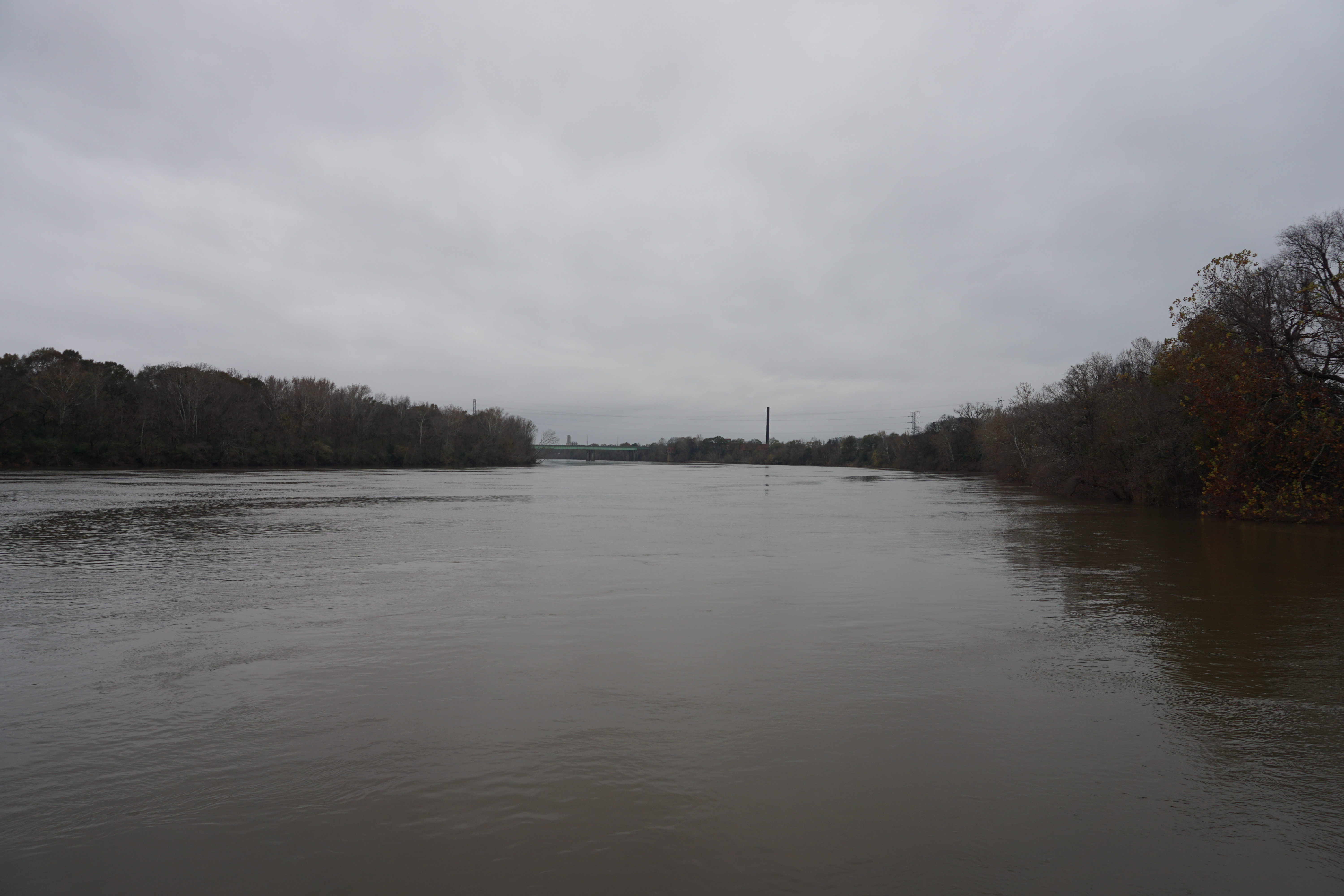
نهر ألاباما في ريفرفرونت بارك في مونتغمري

## أنظر أيضا
- قائمة أنهار الولايات المتحدة
- نهر كوسا